# Lesznikowo
Lesznikowo (bułg. Лешниково) – wieś w południowej Bułgarii, w obwodzie Chaskowo, w gminie Charmanli. Według danych Narodowego Instytutu Statystycznego, 31 grudnia 2011 roku wieś liczyła 107 mieszkańców.

## Położenie
Znajduje się na końcowym grzbiecie górskim Rodop. Położone nad rzeką Biserską.

## Historia
Dawniej nazywało się Pandykin.